# Simone Martini
Simone Martini (ur. ok. 1284 w Sienie, zm. w 1344 w Awinionie) – włoski malarz gotycki, przedstawiciel szkoły sieneńskiej. Ożeniony z Giovanną, siostrą malarza Lippo Memmi. Działał w Sienie, Pizie, Asyżu, Neapolu i Awinionie.

## Życiorys
Inspirował się twórczością swojego nauczyciela, Duccia, pracami rzeźbiarza Giovanniego Pisano, a największy wpływ wywarła na niego sztuka francuskiego gotyku.
W 1315 namalował w sali miejskiej rady w Palazzo Publico w Sienie fresk przedstawiający Madonnę pośród aniołów i świętych – Maestę, silnie nawiązujący do dzieła Duccia z lat 1308-1311. W 1328 na przeciwległej ścianie sportretował we fresku wodza wojsk sieneńskich, pogromcę Florencji – kondotiera Guidoriccio da Fogliano de'Ricci. Jest to jeden z najwcześniejszych kommemoratywnych portretów konnych. W tle artysta umieścił rozległy pejzaż z namiotami żołnierzy, a także obwarowaniami miasta i twierdzami.
Typ Madonny stworzony przez Simone Martiniego miał wielką wagę dla malarstwa sieneńskiego. Można go zaobserwować w ołtarzu Maesta, namalowanym w 1320 dla kościoła dominikanów w Pizie. Z roku 1333 pochodzi Zwiastowanie, wykonane wspólnie z Lippo Memmim (obecnie w Galerii Uffizi). Wielokrotnie zachwycano się dekoracyjną, wyrafinowaną linią obiegającą precyzyjnie sylwetki postaci. Do tego obrazu nawiąże później współczesny Simone Martiniemu Ambrogio Lorenzetti w swoim Zwiastowaniu z 1344. W Asyżu Martini namalował jedenaście fresków przedstawiających żywot św. Marcina.
Lata 1339-1344 Simone Martini spędził na dworze papieskim w Awinionie. Tam namalował Chrystusa powracającego do swoich rodziców (1342) – bardzo rzadki temat. Prawdopodobnie była to część dyptyku. Zaprzyjaźnił się także z Petrarką i zilustrował jego manuskrypt (dotyczący Wergiliusza). Z jego prac w pałacu papieskim i w katedrze zachowały się fragmenty fresku nad portykiem Notre Dame des Doms. Pochodzą prawdopodobnie z 1341 roku.
Jego wpływ na czternastowieczne malarstwo francuskie jest trudny do oszacowania. Za to w Sieneńczycy okrzyknęli go ich największym malarzem. Uczniami Martiniego byli: Lippo Memmi, Luca di Tommè, Bern i Giacomo di Mino.

### Dzieła
- Maestà (Madonna pośród aniołów i świętych) – 1315, Palazzo Pubblico w Sienie
- Anioł – (około 1315), Zamek Królewski na Wawelu (ze zbiorów Karoliny Lanckorońskiej), jedyny obraz Martiniego w polskich zbiorach
- Ołtarz św. Ludwika z Tuluzy- ok. 1317, Museo di Capodimonte w Neapolu
- Święty Ludwik z Tuluzy koronujący Roberta Andegaweńskiego – ok. 1317, tempera na desce 256 × 138 cm predella 56 × 205, Museo di Capodimonte Neapol
- freski w kaplicy św. Marcina – kościół św. Franciszka w Asyżu
- Ołtarz z Pizy – 1319, Museo Nazionale di San Matteo w Pizie
- Ołtarz z Orvieto – ok. 1321, Museo dell’Opera del Duomo w Orvieto
- krucyfiks – 1321–1325, Church of Misericordia, San Casciano (Florencja)
- Ołtarz z Cambridge – 1320–1325, Fitzwilliam Museum w Cambridge,
- Portret konny Guidoriccia da Fogliano – 1328–1330, Palazzo Pubblico w Sienie
- Ołtarz Męki Pańskiej – 1333, Królewskie Muzeum Sztuk Pięknych Antwerpia
- Zwiastowanie – 1333, Galeria Uffizi we Florencji
- Chrystus powracający do swoich rodziców – 1342, Walker Art Gallery w Liverpoolu
- Złożenie do grobu – 1330–1344, tempera na desce, 23,7 × 16,7 cm, Gemäldegalerie Berlin

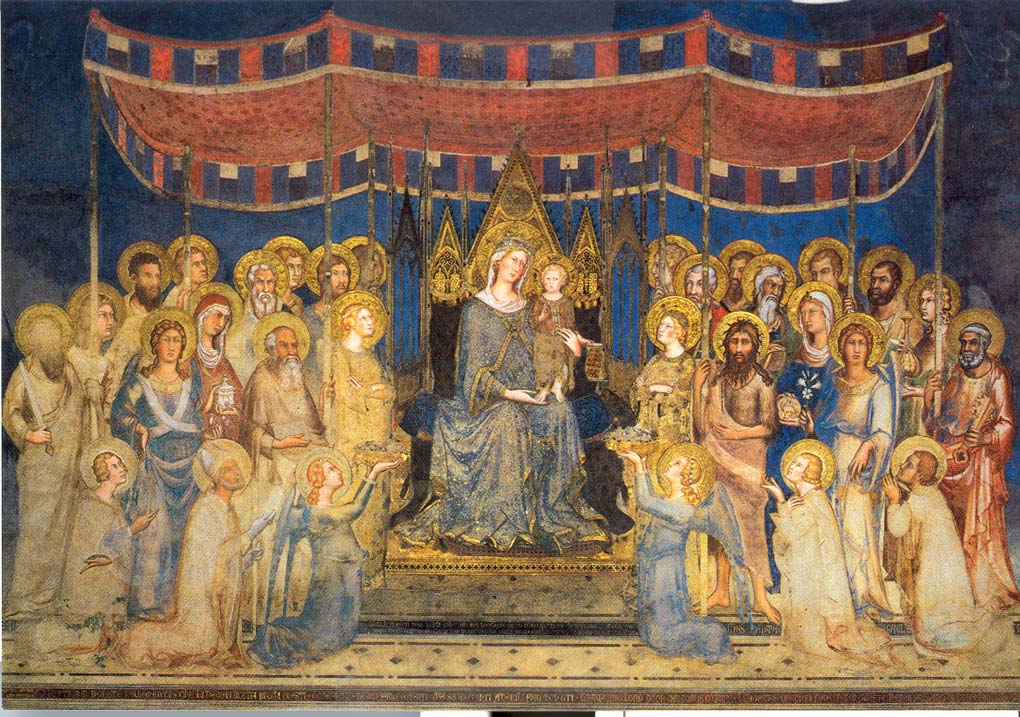
Maestà (Madonna pośród aniołów i świętych), 1315, Palazzo Pubblico w Sienie
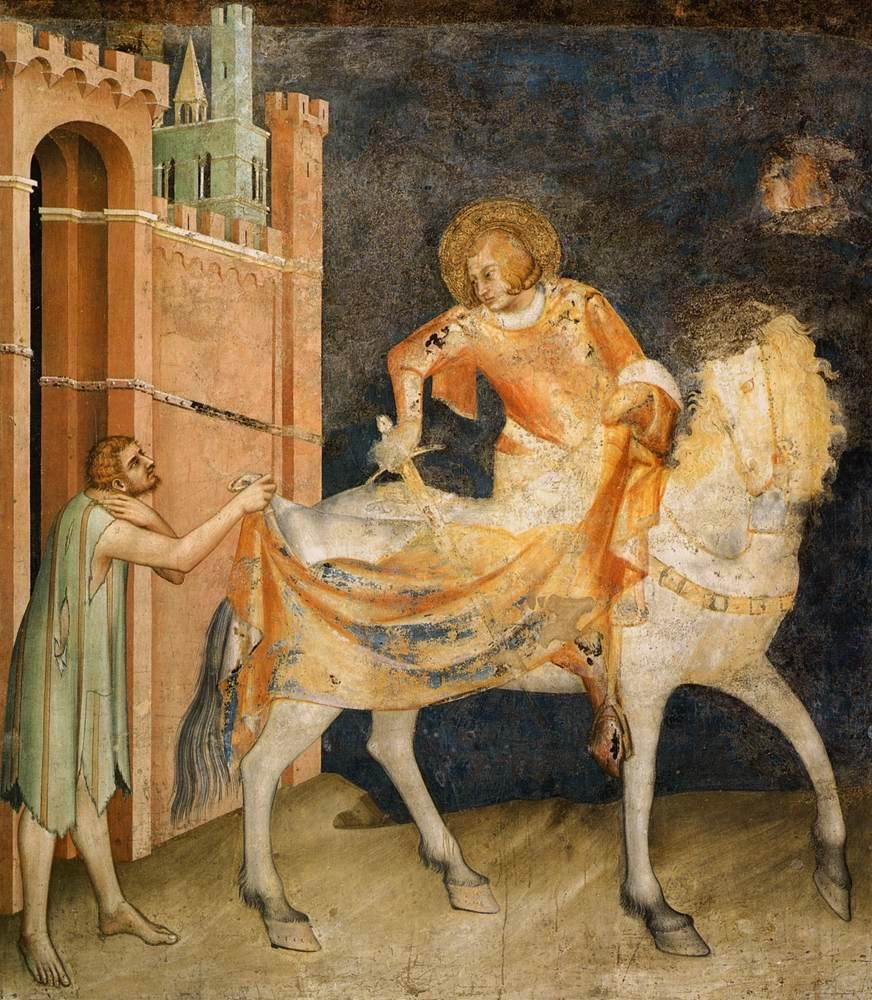
Jeden z fresków przedstawiających żywot św. Marcina, kościół św. Franciszka w Asyżu
Zwiastowanie, 1333, Galeria Uffizi we Florencji
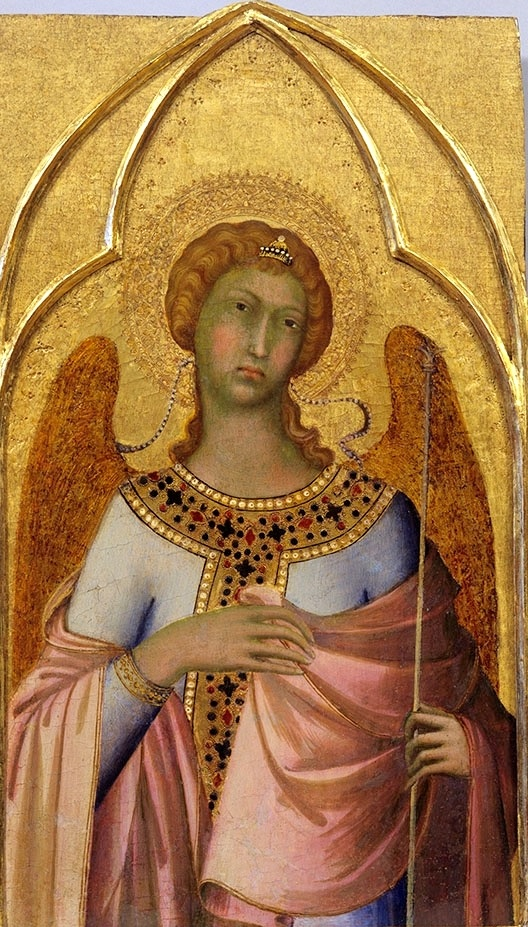
Anioł, ok. 1315, Zamek Królewski na Wawelu